# Ljungarums kyrka

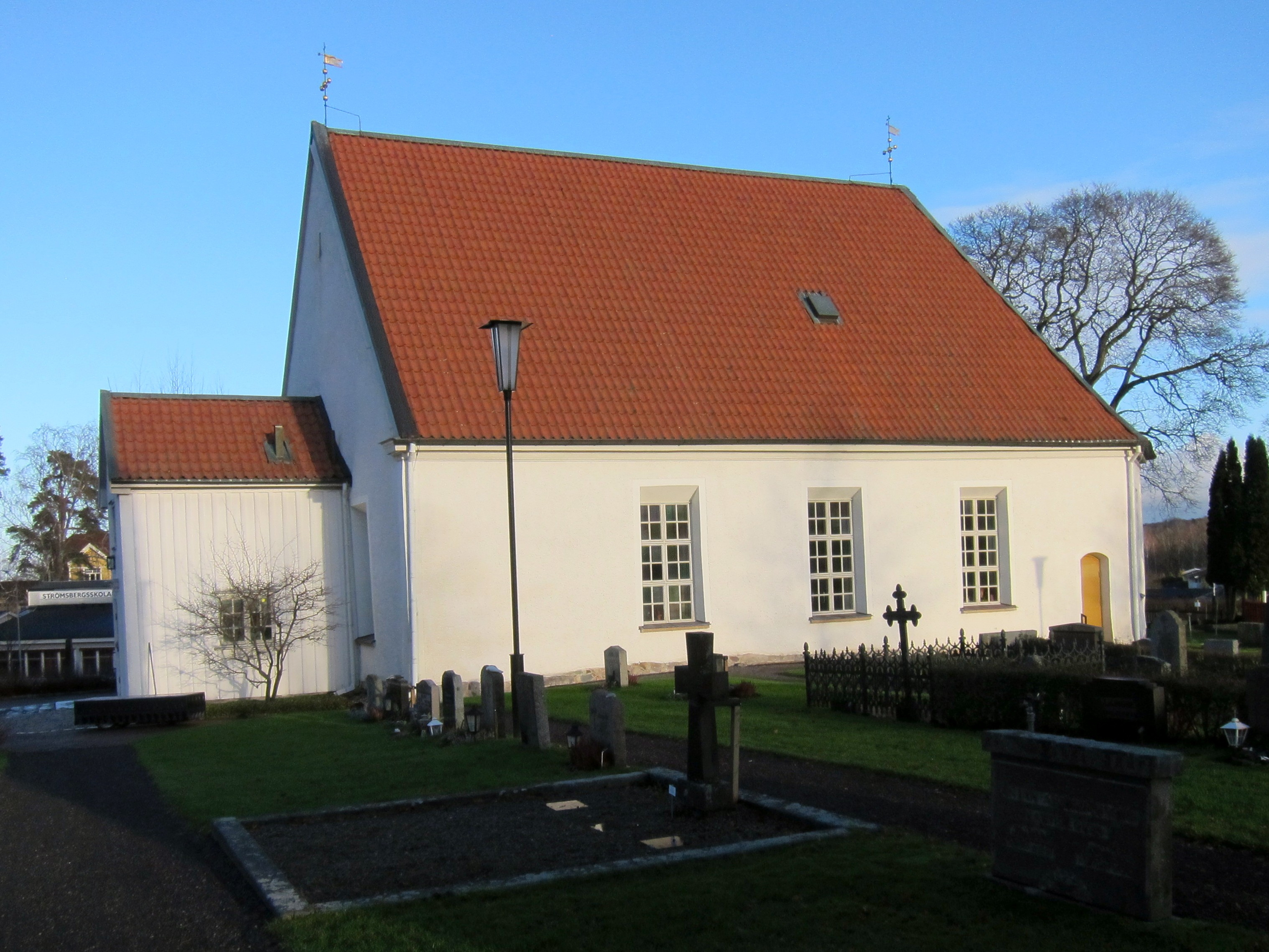
bildtext

Ljungarums kyrka är en kyrkobyggnad i Ljungarum i Växjö stift som tillhör Jönköpings församling. Den är belägen fem kilometer söder om Jönköpings centrum. 

## Kyrkobyggnaden
I sin nuvarande form består kyrkan av ett rektangulärt långhus med tresidigt kor i öster. Vid långhusets västra kortsida finns ett vidbyggt vapenhus av trä som har två våningar. Norr om koret finns en vidbyggd sakristia. Alla tak är belagda med enkupigt lertegel och ytterväggarna är spritputsade.

### Tillkomst och ombyggnader
Ursprungliga kyrkan härstammar från 1200-talet. Sakristian med gotiska valv är från 1200-talets mitt. Även långhusets norra del kan härledas till den medeltida helgedomen. Långhusets övriga delar tillkom vid en utbyggnad år 1746 då långhuset förlängdes 3,5 meter och nuvarande tresidiga kor tillkom. Ett par år efter denna ombyggnad uppfördes ett trävapenhus vid södra sidan. En omfattande ombyggnad genomfördes 1830 då södra vapenhuset revs och huvudingången flyttades till västra kortsidan. Nuvarande vapenhus av trä uppfördes och gamla ingången i söder förminskades till ett fönster.

## Inventarier
- Altaruppsatsen, en deposition från Svarttorps kyrka utförd av Anders Ekeberg 1703.
- Högaltaret invigdes 1524 av biskop Hans Brask. På söderväggen hänger en oljemålning från 1700-talet utförd av en okänd mästare. På norra väggen hänger en altartavla målad av Jönköpingskonstnären Gunnar Zilo.
- I sakristian (från 1200-talet) finns ett förnämligt sakramentskåp, troligen från 1400-talet. I kyrkans ägo finns också en järnbeslagen träkista från 1670-talet.
- Ett epitafium är från omkring år 1675.

- 1998 åtgärdades kyrkans medeltida dopfunt genom att fot, skaft och cuppa sammanfogades med en genomgående järnstång.

### Orgel
- 1836 byggde Johan Nikolaus Söderling, Göteborg en orgel med 6 stämmor.
- 1900 byggde Åkerman & Lund, Sundbybergs köping en orgel med 11 stämmor.
- Nuvarande orgel är byggd 1967 av Frederiksborgs orgelbyggeri, Hilleröd, Danmark. Fasaden härstammar från 1900 års orgel. Orgeln är mekanisk.

| Ryggpositiv I  | Huvudverk II      | Pedalverk   | Koppel |
| Gedackt 8'     | Rörflöjt 8'       | Subbas 16'  | I/P    |
| Koppelflöjt 4' | Principal 4'      | Pommer 8'   | II/P   |
| Principal 2'   | Gedacktflöjt 4'   | Koralbas 4' | II/I   |
| Nasat 1 1/3'   | Waldflöjt 2'      | Fagott 16'  |        |
| Oktava 1'      | Sesquialtera 2 ch |             |        |
| Krumhorn 8'    | Mixtur 4 ch       |             |        |
|                | Dulcian 8'        |             |        |

## Klockstapeln
Sydväst om kyrkan på kyrkogården står en rödmålad, furubjälktimrad klockstapel som är uppförd eller ombyggd år 1763. Enligt noteringar fanns en klockstapel på platsen redan på 1600-talet. 1919 genomfördes en större undersökning av stapelns grund då man fann bearbetade stenfundament som har daterats till 1100-talet. 1993 genomgick stapeln en restaurering då ny spånbeklädnad tillkom och ljudluckorna byttes ut. Stapeln tjärades och rödfärgades.
Klockstapeln har tak och spira som är täckta med träspån. I stapeln hänger två klockor. Den större klockan blev enligt inskription omgjuten 1699. Den mindre klockan är gjuten 1763 av Elias Fries Thoresson i Jönköping. Klockan har inskription på dem som bidragit till klockan samt vers: "Kom Kristi brud, När jag med ljud, Begynner sammankalla!, Kom, var ej sen, Med allvar ren, Dig i Guds nåd befalla."